# Северинівка (Кропивницький район)
Севери́нівка — село в Україні, в Олександрівській селищній громаді Кропивницького району Кіровоградської області. Населення становить 49 осіб.

## Населення
Згідно з переписом УРСР 1989 року чисельність наявного населення села становила 51 особа, з яких 14 чоловіків та 37 жінок.
За переписом населення України 2001 року в селі мешкало 49 осіб.

### Мова
Розподіл населення за рідною мовою за даними перепису 2001 року:
| Мова       | Відсоток |
| ---------- | -------- |
| українська | 95,92 %  |
| російська  | 4,08 %   |